# Ciridops anna
L'ula-ai-hawane o, più correttamente, ʻula-ʻai-hāwane (Ciridops anna (Dole, 1879)) è un uccello passeriforme estinto della famiglia Fringillidae.

## Etimologia
Il nome scientifico della specie, anna, venne scelto in omaggio a Anna Prentice Dole (nata Cate), moglie del presidente della repubblica delle Hawaii Sanford Ballard Dole.
Il nome comune di questi uccelli in lingua hawaiiana, ʻula-ʻai-hawane, è traducibile come "rosso (ula) e che si nutre (ai) di semi di palma (hawane)", in riferimento alla colorazione e alla dieta.

## Descrizione

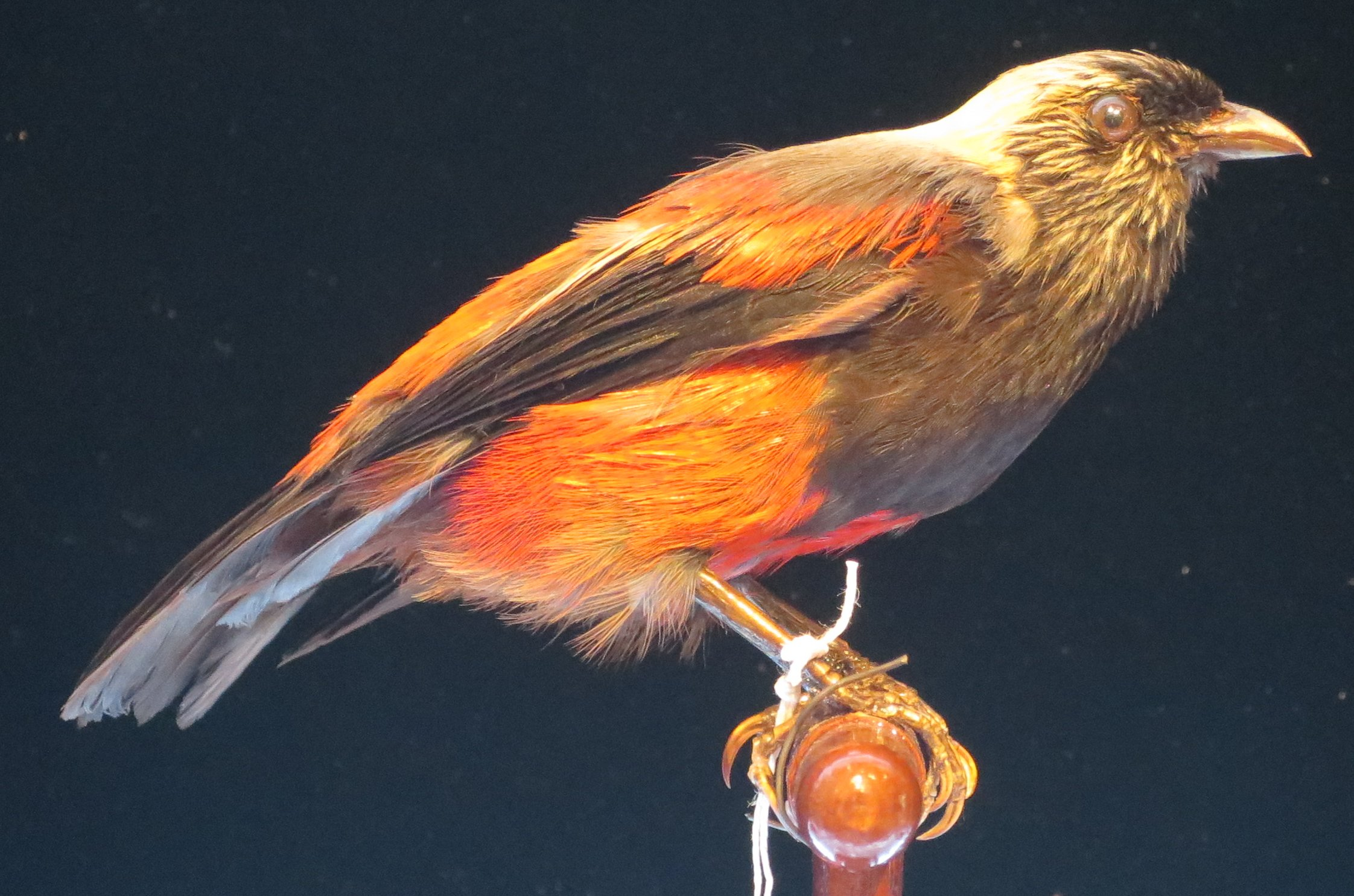
Esemplare imbalsamato al Museo Berenice Pauhai Bishop di Honolulu.

### Dimensioni
La lunghezza media dell'ula-ai-hawane era di circa 11 cm.

### Aspetto
Si tratta di uccelletti piuttosto colorati e dall'aspetto vagamente simile a quello di uno zigolo variopinto.

In questa specie era presente dicromatismo sessuale: il piumaggio dei maschi era infatti di color grigio argenteo su testa, gola e nuca, mentre petto, area alla base del becco, coda e penne remiganti erano neri (queste ultime con penne terziarie bianche), ventre, sottocoda e codione erano rossi, e groppa e dorso erano bruno-rossicci. Le femmine, invece, presentavano livrea gruno-arancio su testa, dorso e sottocoda, mentre codione, fianchi e petto erano di color oliva-giallastro (queste ultime con remiganti nere, stesso colore della coda), e su petto e groppa era presente un'area grigio-azzurrina. In ambedue i sessi le zampe erano giallognole, il becco era di color avorio, gli occhi erano di colore bruno scuro: entrambi, inoltre, presentavano le penne della fronte erettili.

## Biologia

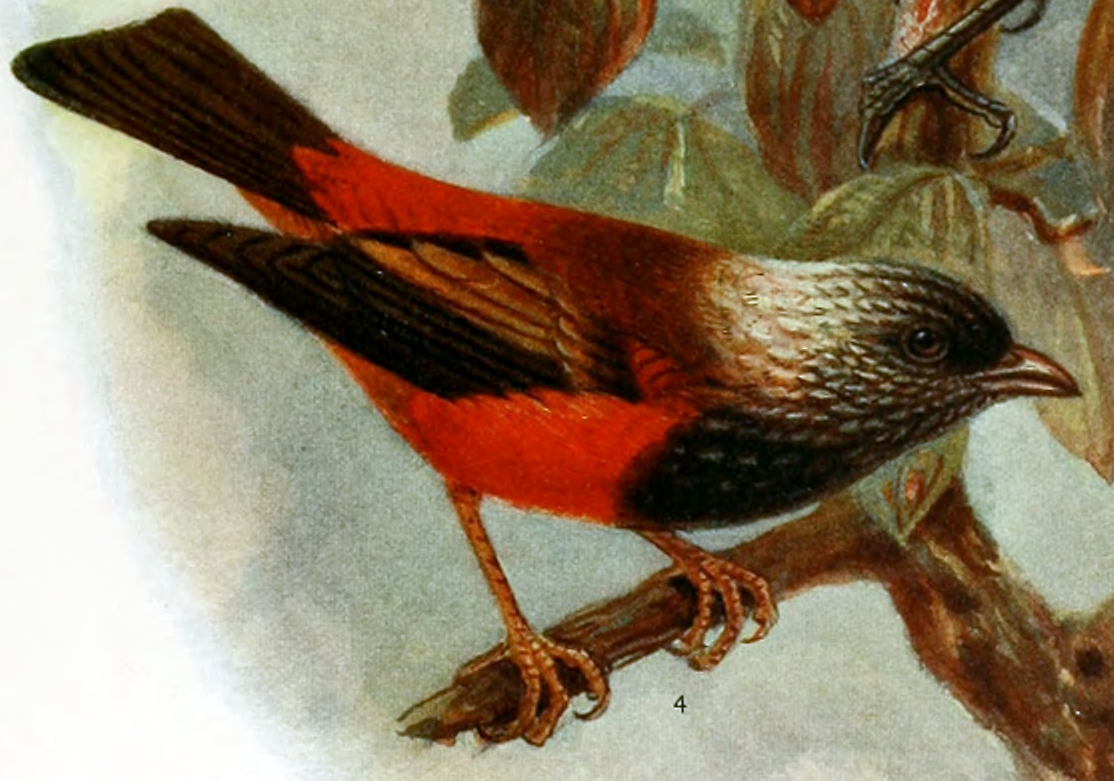
Illustrazione di maschio.

Si trattava di uccelli diurni e solitari, piuttosto territoriali, che vivevano nella canopia e si potevano osservare sempre in associazione a piante di palma.

### Alimentazione
Per lungo tempo si è ritenuto che l'ula-ai-hawane (come già intuibile dal nome comune) si cibasse delle palme loʻulu, o almeno di alcune specie dai frutti abbastanza piccoli (Pritchardia affinis, P. beccariana, P. lanigera e P. schattaueri), consumandone i germogli ed frutti ancora acerbi (hawane), e forse anche il nettare, avendo lingua tubolare. Gli studi effettuati sugli esemplari ottenuti, tuttavia, hanno sempre dimostrato la presenza di insetti e altri invertebrati nello stomaco di questi uccelli, piuttosto che parti di palma: lo sviluppo della muscolatura pelvica di questi uccelli farebbe pensare, piuttosto che a un nutrimento diretto di frutti e semi, a uno stile di vita paragonabile a quello del testagialla neozelandese, basato sulla ricerca di cibo raspando con le zampe negli accumuli di materiale organico all'attaccatura delle foglie di palma.

### Riproduzione
La riproduzione di questi uccelli non è mai stata osservata: l'osservazione di giovani nella seconda metà dell'anno e le abitudini riproduttive molto conservative dei drepanidini in generale fanno però pensare che anche l'ulaaihawane seguisse gli stessi pattern riproduttivi osservabili un po' in tutte le specie.

## Distribuzione e habitat
L'ula-ai-hawane era endemico dell'isola di Hawaii, della quale popolava in maniera molto discontinua e puntiforme le foreste con presenza di macchie di palme loʻulu, alle quali questi uccelli erano strettamente legati.

## Estinzione
Come molti drepanidini, anche questo uccello è caduto vittima della sua estrema specializzazione: già naturalmente raro e diffuso in un ambiente circoscritto e molto discontinuo, l'ula-ai-hawane soffrì la combinazione di alcuni fattori, come la distruzione dell'habitat per far posto alle piantagioni e agli insediamenti, le malattie veicolate dalle zanzare e soprattutto la quasi totale scomparsa delle palme Pritchardia ad opera delle specie introdotte come ungulati e ratti, che risultò fatale per questi uccelli.
L'ultimo avvistamento confermato, avvenuto nell'estremo nord dell'isola di Hawaii, risale al 1892; un uccello dalla colorazione piuttosto simile venne osservato nel 1937, ma troppo brevemente per poter affermare con certezza che si trattasse di un ula-ai-hawane.